# Atlético Bello
Atlético Bello, vorher Bello FC ist ein ehemaliger kolumbianischer Fußballverein aus Bello, Antioquia, der zwölf Jahre in der Categoría Primera B spielte. 

## Geschichte
Atlético Bello wurde 1995 unter dem Namen Bello FC gegründet. Seit 2006 hieß der Verein Atlético Bello. Bello konnte nie wirklich um den Aufstieg in die erste kolumbianische Liga mitspielen. Ende 2007 wurde das Startrecht des Vereins an Atlético Juventud verkauft.

## Stadion
Atlético Bello absolvierte seine Heimspiele im Estadio Tulio Ospina in Bello. Das Stadion hat eine Kapazität von etwa 5.000 Plätzen.